# Tempel der Artemis in Ephesos

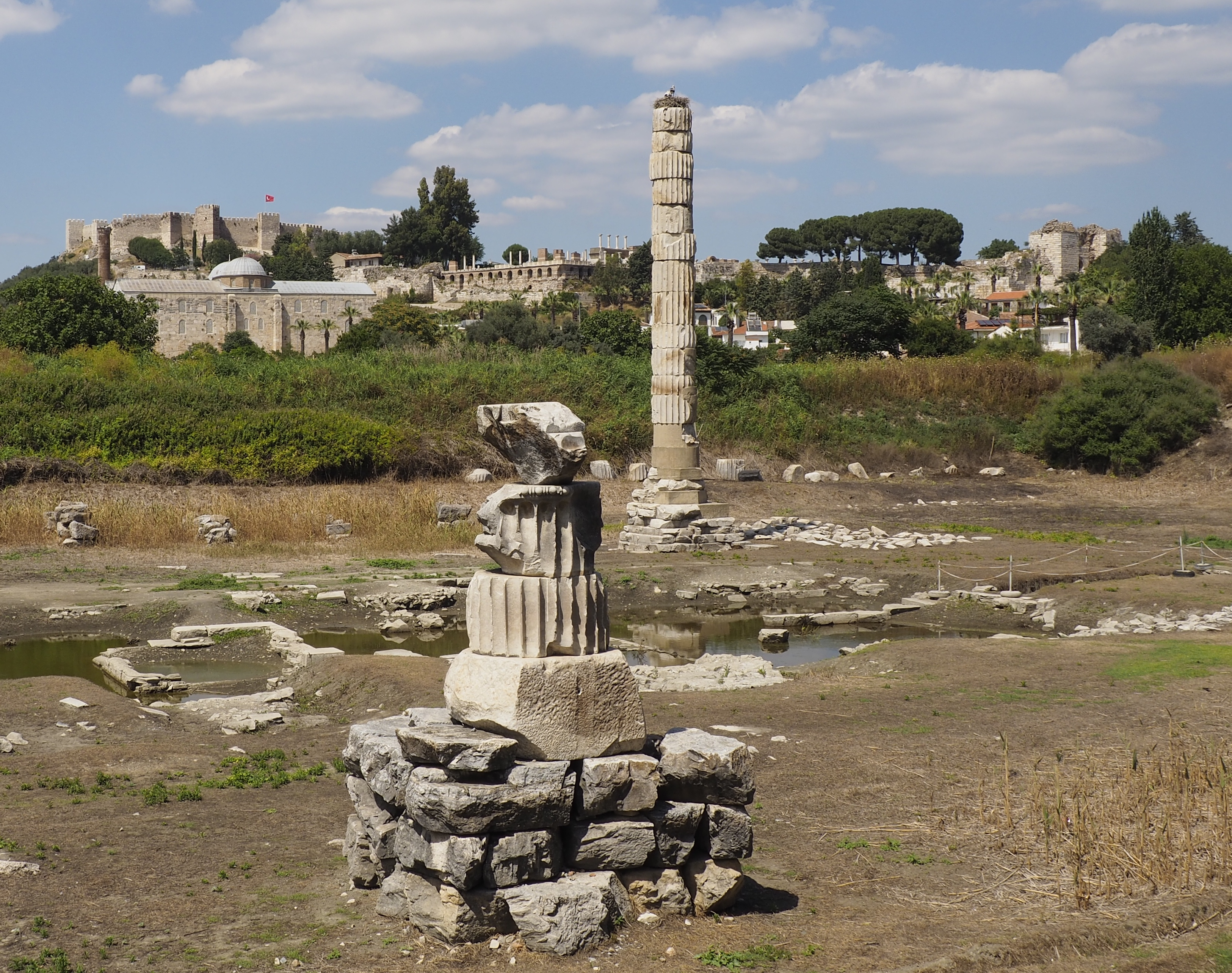
Ruinenstätte des Tempels in Ephesos, dahinter die Isabey-Moschee, die Johanneskirche und die Zitadelle von Selçuk

Der Tempel der Artemis in Ephesos oder kurz das Artemision von Ephesos war der Göttin Artemis Ephesia, einer Sonderform der griechischen Göttin Artemis, gewidmet. Er soll von den mythischen Amazonen bzw. ihrer Königin Otrere gegründet worden sein und gehörte als größter Tempelbau zu den „Sieben Weltwundern“ der Antike. Die antike griechische Stadt Ephesos beim heutigen Selçuk an der Südwestküste der heutigen Türkei war für ihren Reichtum berühmt und später als Hauptstadt der römischen Provinz Asia eine der größten Städte der Antike.
Auf Altgriechisch hieß der Tempel ὁ ναὸς τῆς Ἀρτέμιδος Ἐφεσίης (ho naòs tês Artémidos Ephesíês), ὁ ἐν Ἐφέσῳ ναὸς τῆς Ἀρτέμιδος (ho en Ephésô naòs tês Artémidos) oder τὸ Ἀρτεμίσιον Ἐφέσιον (tò Artemísion Ephésion), auf Lateinisch Artemisium Ephesi(n)um oder templum Dianae Ephesi(n)ae.

## Forschungsgeschichte
Am 31. Dezember 1869 entdeckte der englische Eisenbahningenieur John Turtle Wood, der seit 1863 im Auftrag des British Museum in Ephesos grub, die Überreste des Tempels und führte dort bis 1874 Ausgrabungen durch. Im Mai 1883 konnte Wood noch einmal kurzzeitig im Tempelbezirk arbeiten. Im Zuge der österreichischen Forschungen in Ephesos gruben von Mai bis Anfang Juni 1895 Otto Benndorf und Carl Humann im Artemision. Im Auftrag des British Museum führte David George Hogarth von Dezember 1904 bis Juni 1905 eine weitere Grabungskampagne durch. 1965 begannen auf Veranlassung des Grabungsleiters Fritz Eichler neue Grabungen im Artemision unter Leitung des Bauforschers Anton Bammer, zunächst am Altar. Er setzte seine Erforschung des Tempels bis 1995 fort.
Funde aus den älteren Grabungen befinden sich im British Museum in London, im Archäologischen Museum in Istanbul sowie im Ephesos Museum in Wien. Architekturfragmente, die Funde der neueren Grabungen sowie mehrere Kopien der Artemisstatue, die im Stadtgebiet gefunden wurden, sind im Saal der Artemis im Ephesos-Museum in Selçuk ausgestellt.

## Baugeschichte
Im Zuge der österreichischen Ausgrabungen sind mehrere Nutzungsphasen des Heiligtums und Bauphasen des Artemistempels nachgewiesen worden. Bereits ab der Bronzezeit wurde das Areal, durch das damals die Küste verlief, in die beim späteren Artemision ein Fluss mündete, genutzt. Ob es in der Späten Bronzezeit – vorhandene ältere Schichten konnten aufgrund des hohen Grundwasserspiegels bisher nicht erforscht werden – bereits ein Kultort war, ist ungeklärt; Mauerreste aus jener Zeit wurden jedenfalls bisher nicht entdeckt. Vom 10. bis zum 7. Jahrhundert v. Chr. wurde die Fläche des niedrigen Hügels, auf dem später der Artemistempel errichtet wurde, mehrmals durch Terrassierungen erweitert. In den Aufschüttungen wurden zahlreiche Gefäßfragmente entdeckt, die ältesten noch aus dem späten 11. Jahrhundert v. Chr. stammend (Früh-Protogeometrische Keramik). Im Gegensatz zu den Keramikfunden aus der Bronzezeit handelt es sich überwiegend um griechische Keramik. Die oft frischen Bruchkanten offenbaren, dass die Gefäße vor Ort zerbrochen wurden, was, wie auch gefundene Kleingefäße und Tierstatuetten aus Ton, auf kultische Handlungen hindeutet. Die ersten, einfachen Kultbauten, das Kultbild bergende Naiskoi, entstanden in mittelgeometrischer Zeit. Im 8. Jahrhundert v. Chr. errichtete man mit den Tempeln „A“ und „B“, z. T. als Holzkonstruktionen, die frühesten Peripteraltempel Kleinasiens. Angeblich unter dem kaum bekannten Tyrannen Pythagoras wurde im 7. Jahrhundert v. Chr. der archaische Tempel „C“ errichtet, der noch vor Fertigstellung durch Überschwemmung zerstört wurde.

### Der Tempel des 6. Jahrhunderts v. Chr.

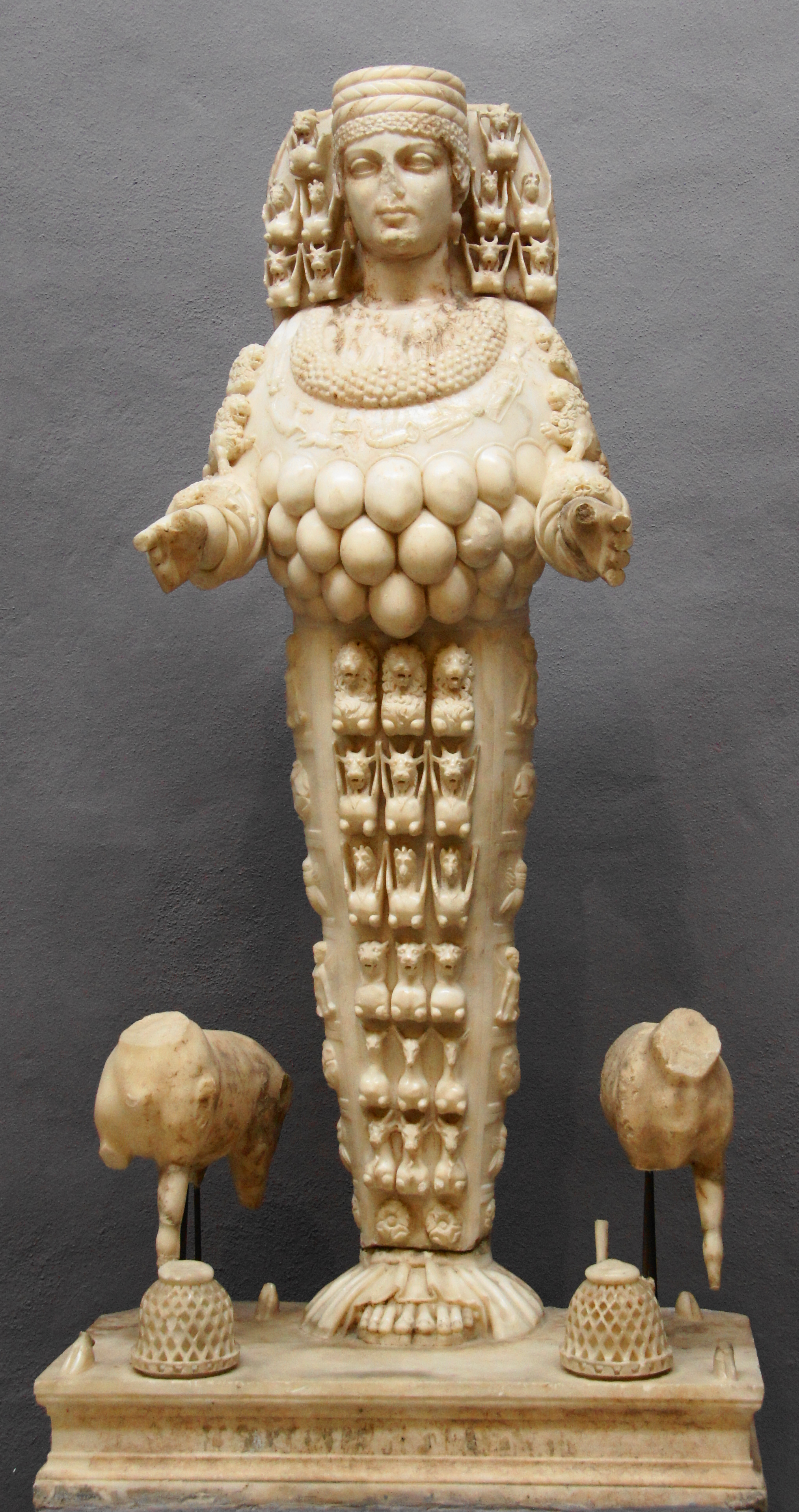
Römische Kopie der Kultstatue der Artemis von Ephesos, Ephesos-Museum, Selçuk

Der Nachfolgetempel „D“ wurde um 550 v. Chr. begonnen. Architekten waren Chersiphron von Knossos und sein Sohn Metagenes. Die Bauarbeiten an diesem Tempel, für den auch der lydische König Kroisos einige Säulen stiftete, dauerten mit 120 Jahren für antike Verhältnisse ungewöhnlich lang. Die Konstruktion war äußerst schwierig, da das Gebäude auf einem Sumpfgelände errichtet wurde. Erdverfärbungen, die bei Tiefgrabungen beobachtet werden konnten, bestätigen die antiken Nachrichten, nach denen bei der Geländevorbereitung für den Tempelbau Holzkohle und Lederabdeckungen zur Sicherung des moorigen Untergrunds eingebracht wurden. Der Architekt Theodoros von Samos, der schon am Rhoikos-Tempel in Samos mitgewirkt hatte, soll an den Fundamentarbeiten beteiligt gewesen sein. Die auffallenden Ähnlichkeiten zwischen dem Artemistempel und dem Heraion von Samos lassen vermuten, dass seine Mitwirkung nicht allein auf die Fundamentarbeiten beschränkt war.
Vitruv schildert einige neue technische Erfindungen von Chersiphron und seinem Sohn, die beim Bau des Artemistempels zum Einsatz kamen. Die Säulenschäfte wurden nicht auf Ochsenkarren transportiert, da die Wege von den 8 Meilen entfernten Steinbrüchen zu weichen Untergrund hatten. Stattdessen wurden Eisenschäfte in den Enden angebracht und die Säulen gerollt, ebenso die Teile des Architravs, wofür um die rechteckigen Enden an beiden Seiten ein Holzrad umgelegt wurde. Um bei 18 m hohen Säulen die Architrav-Bausteine aufzusetzen, wurde eine Rampe aus Sandsäcken gebaut. War der Stein in Position auf der Rampe, wurde der Sand aus den untersten Säcken abgelassen und der Stein so gesenkt. Bei einem Stein gelang das nicht ganz und Chersiphron dachte nach Vitruv schon an Selbstmord. In einem Traum habe Artemis ihn aber beruhigt und am nächsten Morgen hatte sich der Stein durch sein Eigengewicht in die korrekte Endlage versetzt.
Der aus einem weiß-bläulichen Marmor der Gegend errichtete archaische Tempel „D“ erhob sich auf einem 111,7 Meter × 57,3 Meter großen, nur zweistufigen Unterbau und vereinte eine dipterale äußere Anlage mit einem hypäthralen, das heißt nach oben offenen Sekos. 106 ionische Marmorsäulen von rund 19 Metern Höhe umgaben den Sekos. Die Säulenbasen vom ephesischen Typ standen auf etwa 2,30 Meter breiten Plinthen. Der abschließende Torus der Basen unterlag keiner einheitlichen Gestaltung, sondern wies neben einfacher Riefelung auch weich überfallende Blattreihen auf. Ebenso variierte die Gestaltung der Kanneluren, deren Anzahl mal 40 oder 44, aber auch 48 betragen konnte und mal gleich breit von feinen Graten getrennt wurden, mal im Wechsel breite und schmale Kanneluren aufwiesen. Ein Anthemion schmückte den Säulenhals. An Front- und Rückseite waren die Säulen zwei bzw. drei Reihen tief gestaffelt. Die Säulenschäfte im Eingangsbereich waren als columnae caelatae mit Reliefs oberhalb der Basen geschmückt. Die wohl ersten Marmorarchitrave der griechischen Baukunst spannten sich von Säule zu Säule und erreichten die größte je von Griechen erreichte Spannweite. Der Mittelarchitrav der Front wog hierbei etwa 24 Tonnen und musste auf den fast 20 Meter hohen Säulen zentimetergenau verlegt werden. Die rund 86 Zentimeter hohe Sima zeigte mythische Kämpfe in flachem Relief, das als endloses Band Darstellungen von Kriegern, Pferden und Wagen aneinander reihte.
Die Rückseite des Tempels wies wahrscheinlich ein geschlossenes Adyton anstelle eines Opisthodoms auf. Die zwei Meter hohe Artemis-Statue im offenen Sekos war aus Rebholz gefertigt und mit Gold und Silber verkleidet. Das Dach der Peristasis war aus Zedernholz gefertigt. Heraklit weihte sein Buch über den Logos im Tempel auf dem Altar der Artemis.
Der Tempel fiel am 21. Juli 356 v. Chr. einer Brandstiftung durch Herostratos zum Opfer. Er beging die Tat aus Geltungssucht – sein Vorhaben, durch das Niederbrennen des Weltwunders berühmt und somit unsterblich zu werden, ist ihm gelungen. Der Sage nach soll in der Nacht des Brandes Alexander der Große, der später auch große finanzielle Hilfe zum Wiederaufbau des Tempels leistete, geboren worden sein, weswegen Artemis, die dessen Geburt in Pella überwachte, ihr eigenes Heiligtum nicht schützen konnte.

### Der Tempel des 4. Jahrhunderts v. Chr.

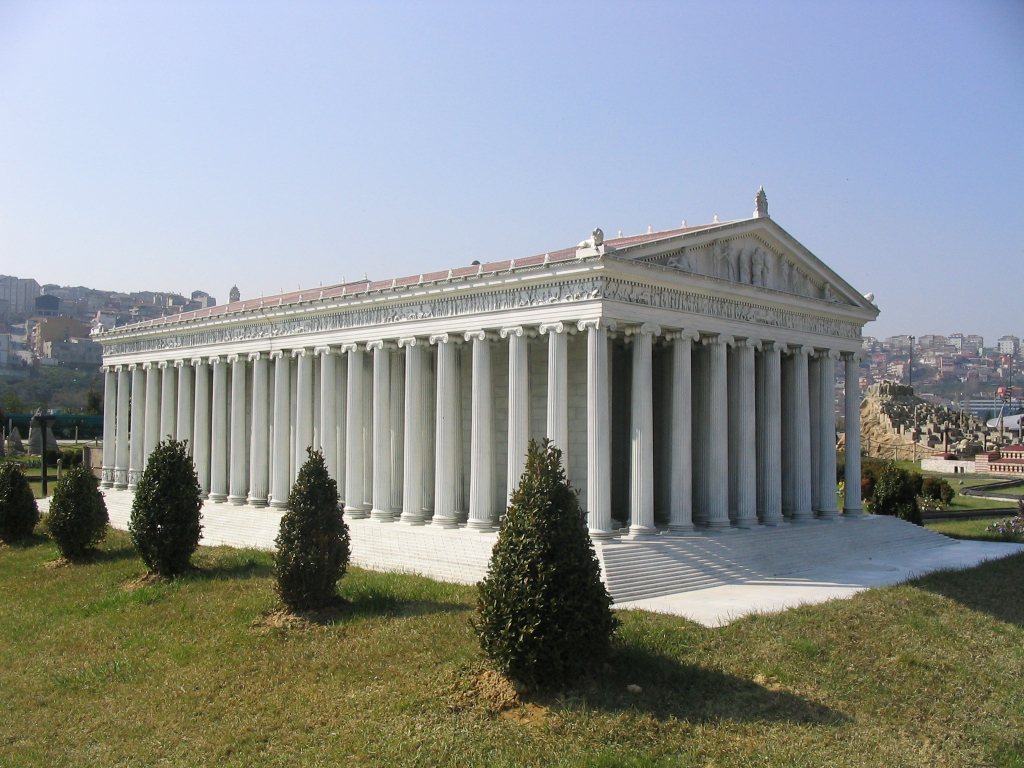
Modell des Artemistempels (Tempel „E“) im Miniatürk-Park Istanbul

Der spätklassische Neubau (Tempel „E“), mit dem man schon bald darauf begann, wurde durch Cheirokrates oder Deinokrates als bauleitendem Architekten ausgeführt. Es sollte der alte Tempel getreulich wiederhergestellt werden, doch kam es zu einigen Änderungen. So wurde auf der Schuttmasse des Vorgängerbaus ein bereits bei Strabon vermerktes größeres Areal – nun 125,67 Meter × 65,05 Meter, 2,7 Meter Höhe – als Unterbau des neuen Tempels angelegt und der Sockel mit seiner nun zehnstufigen Krepis beträchtlich erhöht. Der Artemistempel „E“ hatte laut Plinius 127 Säulen mit einer Höhe von rund 18 Metern und verfügte über ein Steindach. Nach seinem Bericht soll er über 36 mit Reliefs verzierte Säulen, columnae caelatae, verfügt haben. Eines dieser Reliefs soll Skopas geschaffen haben.
Auch bei diesem Tempel dauerte die Bauzeit mit rund hundert Jahren relativ lang. Gleichwohl kamen bei diesem Tempel alle Bauteile dort zu stehen, wo sie bereits der Vorgänger besaß. Säule saß über Säule und Wand saß über Wand. Die Säulen wiesen nun einheitlich 24, durch Stege voneinander abgesetzte Kanneluren auf. Einige der columnae caelatae saßen auf großen kubischen, ebenfalls mit Relief verzierten Sockeln, ohne dass man deren Position am Bau genauer bestimmen könnte. Dem Gebälk fehlt wie seinem Vorgänger der in Kleinasien unübliche Fries. Laut Ausweis von Münzdarstellungen müssen nun riesige Giebel, die drei für kultische Zwecke genutzte Türen aufwiesen, die Fronten geschmückt haben.

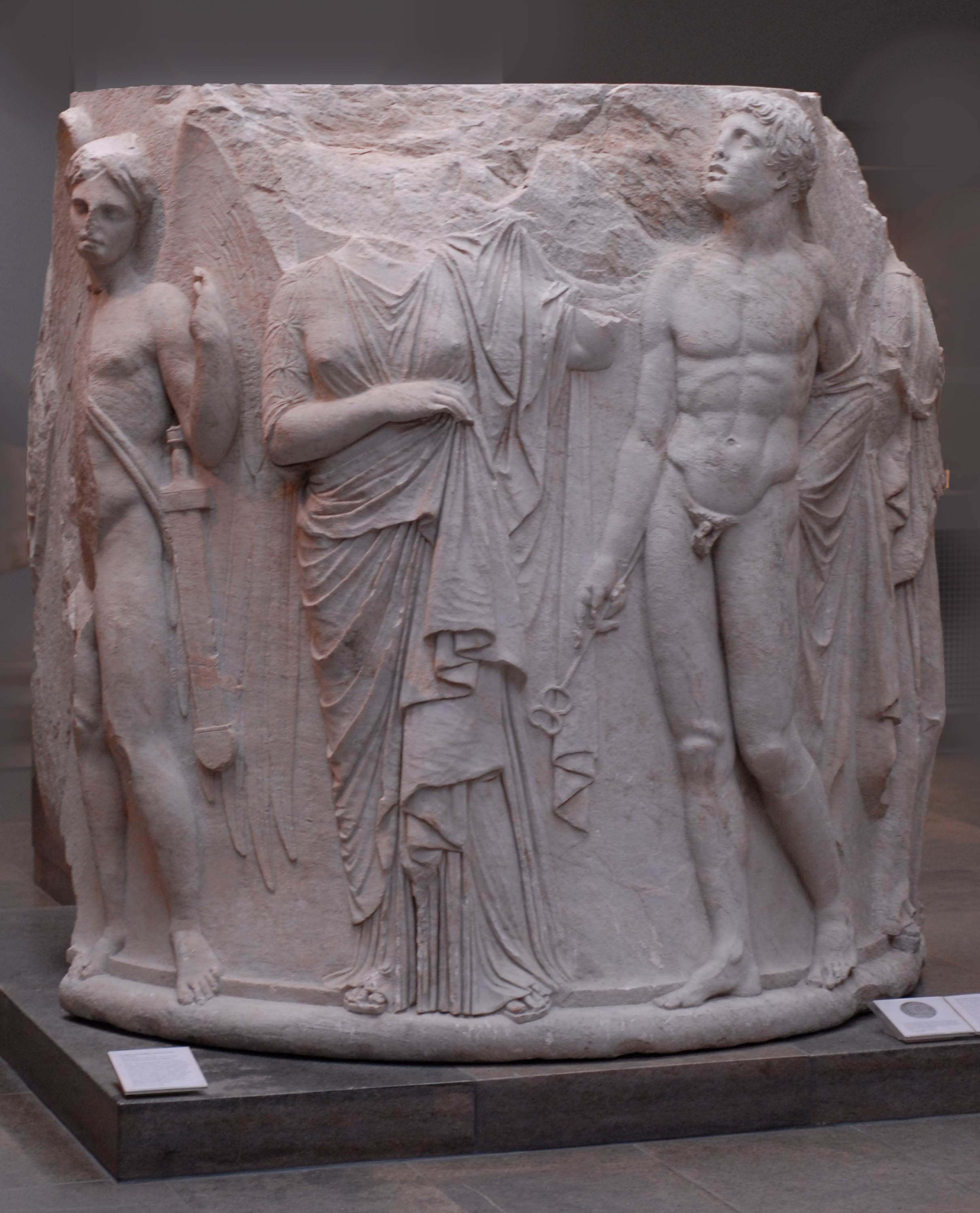
Columna caelata des Artemistempels (Tempel „E“) im British Museum, London

Die Bauarbeiten wurden anscheinend nach 250 v. Chr. eingestellt, obwohl einige Bauglieder in Rohform belassen wurden. Antipatros von Sidon beschreibt den Tempel in seinen Epigrammen über die Sieben Weltwunder:

„Doch als ich dann endlich

Artemis’ Tempel erblickt, der in die Wolken sich hebt,

blasste das andere dahin. Ich sagte: Hat Helios’ Auge

außer dem hohen Olymp je etwas gleiches gesehen?“

### Römische Zeit
In den Blick der Weltgeschichte geriet der Tempel wieder, als etwa 46 v. Chr. Arsinoë IV., die jüngere Schwester von Kleopatra VII., ins Exil in den Tempel kam. Da sie jedoch als Blutsverwandte eine potentielle Bedrohung für den Machtanspruch ihrer Schwester darstellte, wurde sie auf deren Initiative und auf Befehl Marcus Antonius’ schon 41 v. Chr. wohl auf den Stufen des Tempels selbst hingerichtet; der Hohepriester, der sie bei ihrer Ankunft als „Königin“ tituliert hatte, wurde nur auf Gnadenersuchen verschont. Das Asylrecht kassierte im Übrigen bald darauf Augustus auch de jure.
Als der Apostel Paulus um das Jahr 55 n. Chr. nach Ephesos kam, hatte er angeblich so großen Zulauf, dass viele Anwohner um den Artemiskult und um ihre wirtschaftliche Existenz fürchteten. Der „Aufruhr des Demetrios“ – eines Silberschmieds und Herstellers von Devotionalien – ist im 19. Kapitel der Apostelgeschichte beschrieben und von Goethe im Gedicht „Groß ist die Diana der Epheser“ vom gegenteiligen Standpunkt aus umgedeutet worden.
Während der Regierungszeit des Kaisers Gallienus wurde der Bau im Jahr 268 n. Chr. von den Goten auf einem Kriegszug zerstört, die Reste von den Einwohnern als Baumaterial verwendet. Die Ephesier gaben den Artemiskult jedoch erst im 4. Jahrhundert auf. Heute zeugt eine wiederaufgerichtete Säule von dem einstigen Weltwunder.

## Die Amazonen von Ephesos
Um 430 v. Chr. schrieb die Stadt Ephesos einen Wettbewerb aus, für das Heiligtum eine Statue einer Amazone zu schaffen:

„Es traten aber die am höchsten gepriesenen Künstler in Wettbewerb miteinander, obwohl sie zu verschiedenen Zeiten geboren waren: Da sie nämlich die Amazonen, die im Tempel der Diana in Ephesos geweiht werden sollten, geschaffen hatten, kam man darin überein, durch das Urteil der anwesenden Künstler selbst die anerkannteste bestimmen zu lassen, als es nämlich offensichtlich war, dass einer Amazone von allen der zweite Preis nach der jeweils eigenen zugesprochen würde. Die ist die Amazone Polyklets, den zweiten Platz belegte Phidias, den dritten Kresilas, den vierten Kydon und den fünften Phradmon.“

Neben weiteren aufzählenden Nennungen der Statuen in der antiken Literatur werden noch zwei Details zu ihnen überliefert: Die Amazone des Kresilas war verwundet (Kresilas fecit … Amazonam volneratam)' und die Amazone des Phidias stützte sich auf eine Lanze und war vorbildlich in der Form ihres Mundes und schönen Nackens. Die Originale sind verloren, allerdings vermitteln römische Kopien einen guten Eindruck von dreien der genannten Amazonen. Denn unter den erhaltenen Statuentypen gehen die Amazonen vom Typ Sosikles, „Mattei“ und „Sciarra“ auf den Wettbewerb zurück. Umstritten ist bis heute die Zuweisung der Amazonentypen zu einzelnen Künstlern, zumal alle drei Typen die Amazone als verwundet darstellen.

Römische Kopien griechischer Amazonenstatuen
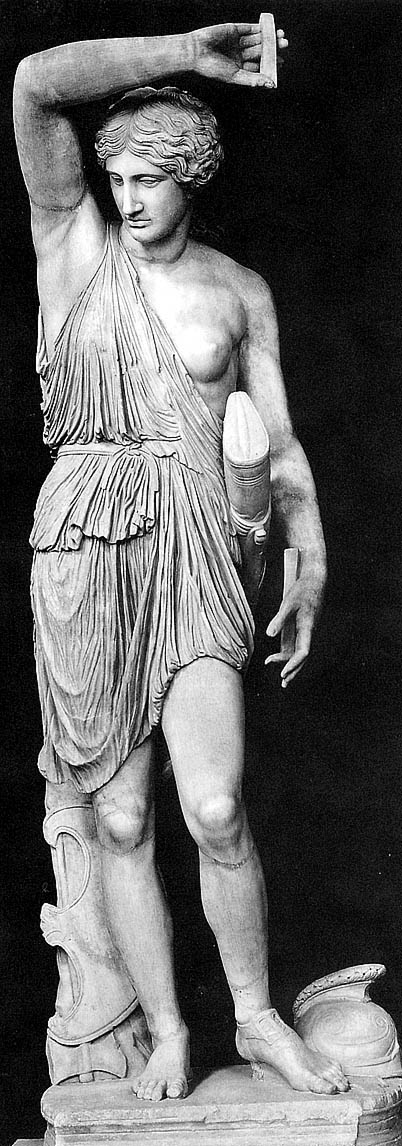
Amazone „Mattei“ (Vatikanische Museen)
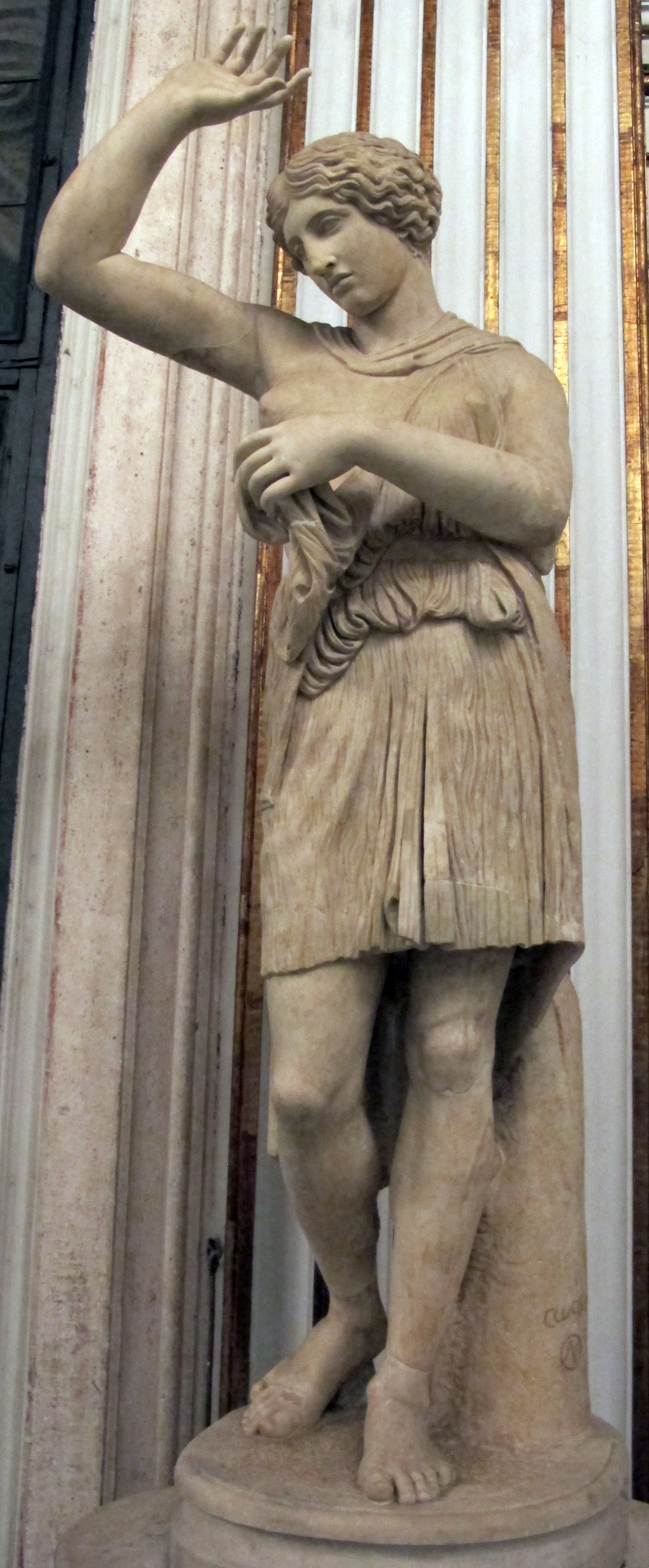
Amazone des Sosikles (Kapitolinische Museen)
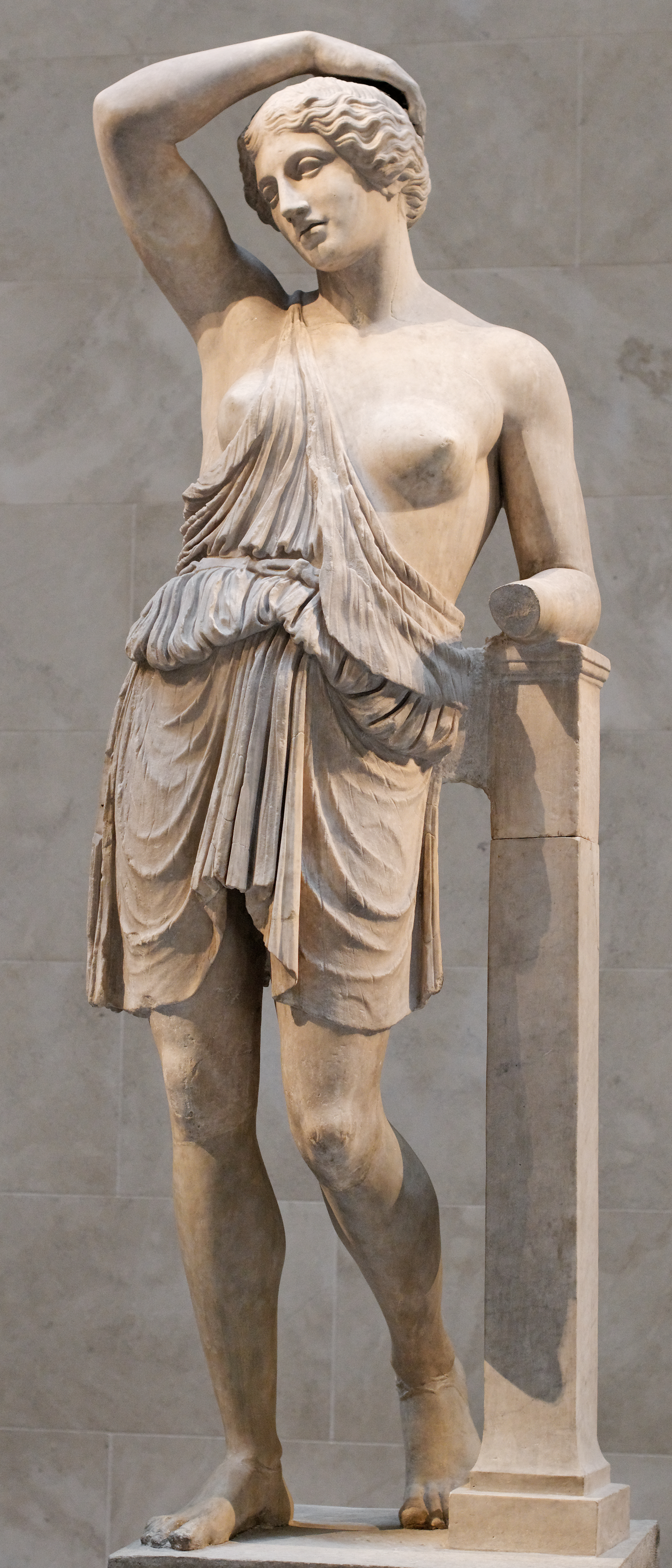
Amazone Typ „Sciarra“ (Metropolitan Museum of Art)

### Forschungsgeschichte
- Traute Wohlers-Scharf: Die Forschungsgeschichte von Ephesos. Entdeckungen, Grabungen und Persönlichkeiten. Lang, Frankfurt a. M. 1995, ISBN 3-631-30577-X, S. 51– 70. 229–237.
- Michael Weißl: Die Geschichte der Ausgrabungen im Artemision bis 1905. In: Wilfried Seipel (Hrsg.): Das Artemision von Ephesos. Heiliger Platz einer Göttin. Eine Ausstellung des Kunsthistorischen Museums Wien in Zusammenarbeit mit dem Archäologischen Museum Istanbul und dem Ephesos-Museum Selçuk. Kunsthistorisches Museum Wien, Wien 2008, ISBN 978-3-85497-137-5, S. 49–56 (Digitalisat).

### Forschungen in Ephesos
- Digitalisate aller Bände
- Band 12, 1: Anna Gasser: Die korinthische und attische Importkeramik vom Artemision in Ephesos. Schindler, Wien 1990, ISBN 3-900532-22-2.
- Band 12, 2: Ulrike Muss, Anton Bammer: Der Altar des Artemisions von Ephesos. Verlag der Österreichischen Akademie der Wissenschaften, Wien 2001, ISBN 978-3-7001-2979-0.
- Band 12, 3: Gudrun Klebinder-Gauß: Bronzefunde aus dem Artemision von Ephesos. Verlag der Österreichischen Akademie der Wissenschaften, Wien 2007, ISBN 978-3-7001-3641-5.
- Band 12, 4: Aenne Ohnesorg: Der Kroisos-Tempel. Neue Forschungen zum archaischen Dipteros der Artemis von Ephesos. Verlag der Österreichischen Akademie der Wissenschaften, Wien 2007, ISBN 978-3-7001-3477-0
- Band 12, 5: Andrea M. Pülz: Goldfunde aus dem Artemision von Ephesos. Verlag der Österreichischen Akademie der Wissenschaften, Wien 2009, ISBN 978-3-7001-3947-8.
- Band 12, 6: Lilli Zabrana: Das Odeion im Artemision von Ephesos. Verlag der Österreichischen Akademie der Wissenschaften, Wien 2018, ISBN 978-3-7001-7868-2.

### Tempel und Heiligtum
- Fritz Krischen: Weltwunder der Baukunst in Babylonien und Jonien. E. Wasmuth, Tübingen 1956.
- Wilfried Schaber: Die archaischen Tempel der Artemis von Ephesos. Entwurfsprinzipien und Rekonstruktion. Stiftland-Verlag, Waldsassen 1982.
- Anton Bammer: Das Heiligtum der Artemis von Ephesos. Akademische Druck- und Verlagsanstalt, Graz 1984, ISBN 3-201-01260-2.
- Anton Bammer, Ulrike Muss: Das Artemision von Ephesos. Das Weltwunder Ioniens in archaischer und klassischer Zeit. Zabern, Mainz 1996, ISBN 3-8053-1816-2.
- Gottfried Gruben: Griechische Tempel und Heiligtümer. 5., überarbeitete und erweiterte Auflage. Hirmer, München 2001, ISBN 3-7774-8460-1, S. 380 ff.
- Michael Weißl: Grundzüge der Bau- und Schichtenfolge im Artemision von Ephesos. In: Jahreshefte des Österreichischen Archäologischen Institutes in Wien 71, 2002, S. 313–346 (Digitalisat).
- Ulrike Muss (Hrsg.): Die Archäologie der ephesischen Artemis. Gestalt und Ritual eines Heiligtums. Phoibos Verlag, Wien 2008, ISBN 978-3-901232-91-6.
- Wilfried Seipel (Hrsg.): Das Artemision von Ephesos. Heiliger Platz einer Göttin. Eine Ausstellung des Kunsthistorischen Museums Wien in Zusammenarbeit mit dem Archäologischen Museum Istanbul und dem Ephesos-Museum Selçuk. Kunsthistorisches Museum Wien, Wien 2008, ISBN 978-3-85497-137-5.
- Michael Kerschner: Der Ursprung des Artemisions von Ephesos als Naturheiligtum. Naturmale als kultische Bezugspunkte in den großen Heiligtümern Ioniens. In: Natur – Kult – Raum. Akten des internationalen Kolloquiums, Paris-Lodron-Universität Salzburg, 20.–22. Jänner 2012 (= Sonderschriften des Österreichischen Archäologischen Instituts 51). Österreichisches Archäologisches Institut, Wien 2015, ISBN 978-3-900305-72-7, S. 187–243 (Digitalisat).
- Michael Kerschner: The Archaic temples in the Artemision of Ephesos and the archaeology of the ‘Central Basis’. In: Peter van Alfen, Ute Wartenberg (Hrsg.): White Gold. Studies in Early Electrum Coinage. American Numismatic Society 2020, ISBN 978-0-89722-349-2, S. 191–262 (Digitalisat).

Nachantike Bebauung
- Michael Weißl: Mittelalterliche Grabungsbefunde im Artemision von Ephesos. In: Friedrich Krinzinger (Hrsg.): Spätantike und mittelalterliche Keramik aus Ephesos (= Österreichische Akademie der Wissenschaften. Denkschriften der philosophisch-historischen Klasse 332). Wien 2005, S. 9–16 (Digitalisat).
- Sabine Ladstätter: Die Türbe im Artemision. Ein frühosmanischer Grabbau in Ayasuluk/Selçuk und sein kulturhistorisches Umfeld (=  Sonderschriften des Österreichischen Archäologischen Instituts 53). Österreichisches Archäologisches Institut, Wien 2015, ISBN 978-3-900305-77-2.